# Adolf Tobler
Adolf Tobler (Hirzel (Zürich mellett), 1835. május 23. – Berlin, 1910. március 18.) német filológus, nyelvtörténész.

## Élete
Salomon Tobler költő fia. Zürichben és Bonnban végezte tanulmányait és 1861-től a francia és az olasz nyelvet tanította a solothurni kantoni iskolában. 1866-ban Bernben gimnáziumi tanár volt, ahol 1867-ben magántanár lett az egyetemen és már ugyanazon év őszén a román nyelvek tanárává nevezték ki a berlini egyetemen; 1881-től az ottani tudományos akadémia tagja volt. A román filológiának elsőrangú művelőjeként ismerték, akit sokoldalú alapos tanultság és mélyre ható kritikai szellem jellemzett. Munkái közül kiemelendők: Jehan de Condet ó-francia költeményeinek kiadása (1860); Brückstück aus dem Chevalier au Lyon (1862); Mittheilungen aus altfranzösischen Handschriften (1870); Die Parabel von echten Ringe (1871, 2. kiad. 1884); Vom französischen Versbau alter und neuer Zeit (1880, 3. kiad. 1894); Li proverbi au vilain ó-francia költemény kiadás (1895); továbbá ó-olasz és egyéb román nyelvemlékek kiadásai a berlini akadémia kiadványaiban és önálló kutatások tudományos folyóiratokban.